# Eli’ezer Ronen
Eli’ezer Ronen (hebr.: אליעזר רונן, ur. 24 września 1931 w Meksyku, zm. 17 marca 2016 w Izraelu) – izraelski polityk, w latach 1974–1977 poseł do Knesetu.

## Życiorys
Urodził się 24 września 1931 w Meksyku. Chodził tam do szkoły żydowskiej, a następnie francuskiej. Przystąpił do żydowskiej organizacji młodzieżowej Ha-Szomer Ha-Cair, z czasem został jej koordynatorem w Meksyku. Był także członkiem Meksykańskiej Federacji Syjonistycznej i członkiem zarządu jej organizacji młodzieżowej. W 1952 wyemigrował do Izraela.
Ukończył prawo na Uniwersytecie Hebrajskim, studiował także ekonomię i politologię.
Od 1965 był członkiem Mapam, w latach 1966–1972 zasiadał w radzie miejskiej Jerozolimy. W wyborach parlamentarnych w 1973 po raz pierwszy i jedyny dostał się do izraelskiego parlamentu z listy Koalicji Pracy. W ósmym Knesecie zasiadał w komisjach finansów, konstytucji i prawa oraz spraw wewnętrznych i środowiska. 10 kwietnia 1977 wraz z Jehudą Dranickim, Aharonem Efratem, Chajką Grossman, Me’irem Talmim i Dowem Zakinem opuścił Koalicję Pracy zakładając frakcję Mapam. Po dwóch dniach rozłamowcy powrócili do Koalicji Pracy. W 1993 był przewodniczącym Mapam.
Zmarł 17 marca 2016 w wieku 84 lat.